# Liste der Naturdenkmäler in Neunkirchen (Siegerland)
Die Liste der Naturdenkmäler in Neunkirchen (Siegerland) nennt die Naturdenkmäler in Neunkirchen im Kreis Siegen-Wittgenstein in Nordrhein-Westfalen.

## Naturdenkmäler
| Reg.-Nr. | Bezeichnung            | Lage                                                           | Beschreibung | Bild        |
| -------- | ---------------------- | -------------------------------------------------------------- | --- | ----------- |
| ND 1     | Eiche Schlieferberg    | Nördlich von Salchendorf                                       | Einzelbaum |             |
| ND 2     | Hohnerbuche            | Nördlich von Salchendorf                                       | Einzelbaum (Rotbuche)                                                                                           |             |
| ND 3     | Königseiche            | Nördlich von Salchendorf im Hofstätter Wald                    | Eine Eiche im Waldbestand                                                                                       | Königseiche |
| ND 4     | Kirsche                | Südöstlich von Zeppenfeld, südlich der Bahnstrecke             | Einzelbaum an einem Wirtschaftsweg                                                                              |             |
| ND 5     | Rotbuche               | Südlich von Salchendorf am Rassberg                            | Einzelbaum im Waldbestand                                                                                       |             |
| ND 6     | Fünf Buchen            | Südlich von Unterwilden zwischen Rassberg und Bautenberg       | Baumgruppe an der Gemeindegrenze im Waldbestand                                                                 |             |
| ND 7     | Siegfried-Eiche        | Südwestlich von Wiederstein zwischen Hohe Struth und Brüsbach  | Einzelbaum im Waldbestand                                                                                       |             |
| ND 8     | Hohenseelbachskopf     | Südlich von Struthütten an der Landesgrenze zu Rheinland-Pfalz | Alter, abgebauter Basaltkegel mit standorttypischer, mehrschichtiger Vegetation in der Baum- und Strauchschicht |             |
| ND 9     | Buche                  | Nördlich von Neunkirchen am Kirchberg, an der Ortsrandlage     | Einzelbaum am Waldrand                                                                                          |             |
| 1        | 1 Eiche                | Altenseelbach; Breitelbachstr. 32                              | |             |
| 2        | 1 Eiche                | Salchendorf; Schwalbenweg 1                                    | |             |
| 3        | 1 Buche                | Salchendorf, Zeppenfeld; Kolpingstr. 6                         | |             |
| 6        | 1 Eiche                | Struthütten; Malscheider Weg, gegenüber dem Ehrenmal           | |             |
| 7        | 1 Esche                | Wiederstein; Langenholzstr. 11                                 | |             |
| 8        | 1 Rosskastanie         | Wiederstein; Langenholzstr. 19                                 | |             |
| 12       | 1 Buche                | Zeppenfeld, Salchendorf; Grünanlage Kopernikusring             | |             |
| 13       | 1 Linde (Meisterlinde) | Zeppenfeld; Frankfurter Str. 98                                | |             |
| 14       | 1 Eiche                | Zeppenfeld; Frankfurter Str. 142                               | |             |